# Asset under management
Asset under management (AUM) è una locuzione finanziaria che denota il valore di mercato di tutti i fondi gestiti da un'istituzione finanziaria (banche, fondi speculativi, ecc.) per conto dei propri clienti o degli investitori. Questo valore è molto usato nel settore finanziario ed è indice di grandezza e successo di una società nei confronti della concorrenza. L'AUM può essere calcolato con diversi metodi.
Comunemente l'indice Asset Under Management rappresenta la quantità di denaro su cui un'istituzione finanziaria ha facoltà legale di chiedere commissioni di gestione o consulenza in base al contratto stipulato con il cliente. In ogni azienda, dunque, l'AUM non è costante: viene ridotto a causa di prelievi o altri eventi a causa dei quali gli investitori non pagano più per dei servizi per la gestione del proprio portafoglio, o aumentato quando nuovi capitali sono affidati alla gestione dell'azienda e di conseguenza generano nuove commissioni.
La più grande istituzione finanziaria per AUM è la BlackRock, con 10.000 miliardi di dollari.(2022)